# Jean-Marc Gounon
Jean-Marc Gounon, francoski dirkač Formule 1, * 1. januar 1963, Aubenas, Francija.
Jean-Marc Gounon je upokojeni francoski dirkač Formule 1. Prvi večji uspeh je dosegel v sezoni 1989, ko je osvojil prvenstvo Francoske Formule 3. Nato se je preselil v prvenstvo Formule 3000, kjer je v sezoni 1990 osvojil deveto mesto v prvenstvu, v sezoni 1991 z eno zmago šesto mesto v prvenstvu, dosežek ki ga je ponovil še v naslednji sezoni 1992. Nato je dobil priložnost v Formuli 1 na zadnjih dveh dirkah sezone 1993 za Veliko nagrado Japonske in Avstralije, toda na obeh je z dirkalnikom Minardi 193 odstopil. V naslednji sezoni 1994 je dobil priložnost na sedmih dirkah in ob treh odstopih je dosegel kot najboljši rezultat kariere deveto mesto na domači dirki za Veliko nagrado Francije, kar je hkrati tudi izenačen najboljši rezultat moštva Simtek.

## Popolni rezultati Formule 1
(legenda) (odebeljene dirke pomenijo najboljši štartni položaj, poševne pa najhitrejši krog, †-uvrščen kljub odstopu)
| Leto | Moštvo          | Šasija      | Motor   | 1   | 2   | 3   | 4   | 5   | 6   | 7     | 8     | 9       | 10      | 11     | 12      | 13     | 14  | 15      | 16      | Prv | Toč |
| ---- | --------------- | ----------- | ------- | --- | --- | --- | --- | --- | --- | ----- | ----- | ------- | ------- | ------ | ------- | ------ | --- | ------- | ------- | --- | --- |
| 1993 | Minardi Team    | Minardi 193 | Ford V8 | JAR | BRA | EU  | SMR | ŠPA | MON | KAN   | FRA   | VB      | NEM     | MAD    | BEL     | ITA    | POR | JAP Ret | AVS Ret | -   | 0   |
| 1994 | MTV Simtek Ford | Simtek S941 | Ford V8 | BRA | PAC | SMR | MON | ŠPA | KAN | FRA 9 | VB 16 | NEM Ret | MAD Ret | BEL 11 | ITA Ret | POR 15 | EU  | JAP     | AVS     | -   | 0   |